# Нічниця гостровуха
Нічниця гостровуха (Myotis blythii) — вид рукокрилих родини лиликових (Vespertilionidae).

## Поширення
Країни проживання: Афганістан, Албанія, Алжир, Андорра, Ангола, Вірменія, Австрія, Азербайджан, Бангладеш, Бутан, Боснія і Герцеговина, Болгарія, Китай, Хорватія, Кіпр, Чехія, Франція, Грузія, Німеччина, Гібралтар, Греція, Ватикан, Угорщина, Індія, Іран, Ірак, Ізраїль, Італія, Йорданія, Казахстан, Киргизстан, Ліван, Лівія, Північна Македонія, Молдова, Монако, Монголія, Чорногорія, Марокко, Непал, Пакистан, Польща, Португалія, Румунія, Росія, Сан-Марино, Сербія, Словаччина, Словенія, Іспанія, Швейцарія, Сирія, Таджикистан, Туреччина, Туркменістан, Україна. Знайдений взимку на висотах до 2100 м на півдні Іспанії.

## Стиль життя
Стадний вид, створює колонії до 500 особин. Харчується у чагарникових та лучних місцях, у тому числі сільськогосподарських угіддях та садах. Материнські колоній зазвичай знаходяться в підземних місцях проживання, таких як печери і шахти, а іноді і на горищах будинків (зокрема, в Центральній Європі). У Туреччині та Сирії материнські колонії знайдені в печерах і в дуже старих будинках (замки, готелі і т. д.). Зимує в підземних порожнинах з відносно постійною температурою 6–12 ° С. Мігрує дуже рідко.

## Морфологія
Довжина голови і тулуба: 6,3–7,8 см, хвіст: 4,6–6,1 см, вага: 19,7–28 грамів.